# Giovanni Ivaldi
Giovanni Ivaldi (Castelletto sopra Ticino, 12 luglio 1915 – ...) è stato un calciatore e allenatore di calcio italiano, di ruolo difensore.

## Carriera
Partecipò alla Serie A 1947-1948 con la maglia della Pro Patria.
Con i bustocchi ha disputato complessivamente nove stagioni, collezionando 199 presenze in gare di campionato.

## Palmarès

### Giocatore

#### Competizioni nazionali
- Serie B: 1

Pro Patria: 1946-1947
- Serie C: 1

Pro Patria: 1940-1941